# 유비 (1961년)
유비(1961년 8월 20일 ~ )는 대한민국의 가수 및 배우로, 본명은 김광석이다. 2003년 1집 앨범 《니가 딱이야》로 데뷔하였으며, 현재 유엔컴엔터테인먼트 소속이다. 1964년생 가수 故김광석씨와는 동명이인이다.

## 출연작

### 영화
- 1990년 《동춘별곡》
- 1992년 《환상의 용사 반달가면》- 단역
- 1993년 《홍길동 대 터미네이터》- 뺀질이 역
- 1994년 《지역구》 ... 칼치 역
- 1996년 《정글 스토리》- 편곡자 역
- 1996년 《악어》- 형사 역
- 1996년 《카리스마》- 홍수찬 역
- 1999년 《쉬리》- 죄수 역
- 1999년 《간첩 리철진》- 교관 역
- 2000년 《아나키스트》- 안창호 역
- 2000년 《죽거나 혹은 나쁘거나》- 상대조직 두목 역
- 2001년 《건달본색》 ... 용곤 역
- 2001년 《무사》- 용호군 역
- 2002년 《싸울아비》- 단역
- 2008년 《도레미파솔라시도》- 은규 친구 3 역
- 2014년 《울언니》 - 형사 2팀 4 역

### 드라마
- 1998년 ~ 2000년 《육남매》
- 1999년 《왕초》
- 2004년 ~ 2005년 《불멸의 이순신》

### 앨범
- 2007년 《꿈 속의 가시내》
- 2009년 《매력덩어리》